# Turquie aux Jeux olympiques d'été de 2012
La Turquie participe aux Jeux olympiques d'été de 2012 à Londres. Il s'agit de sa 20e participation à des Jeux olympiques d'été.

## Médaillés
| Sport                   | Discipline             | Athlète(s)          | Performance   | Date    |
| Médaille d'or : 1       |                        |                     |               |         |
| Athlétisme              | 1 500 m femmes         | Aslı Çakır Alptekin | 4 min 10 s 23 | 10 août |
| Taekwondo               | Moins de 68 kg hommes  | Servet Tazegül      |               | 9 août  |
| Médailles d'argent : 1  |                        |                     |               |         |
| Taekwondo               | Moins de 67 kg femmes  | Nur Tatar           |               | 10 août |
| Médailles de bronze : 1 |                        |                     |               |         |
| Lutte                   | Moins de 120 kg hommes | Rıza Kayaalp        |               | 6 août  |

| Sport     |   |   |   | Total |
| Taekwondo | 1 | 1 | 0 | 2     |
| Lutte     | 0 | 0 | 1 | 1     |
| Total     | 1 | 1 | 1 | 3     |

## Athlétisme
Légende
- Note : le rang attribué pour les courses correspond au classement de l'athlète dans sa série uniquement.
- Q = Qualifié pour le tour suivant
- q = Qualifié au temps pour le tour suivant (pour les courses) ou qualifié sans avoir atteint les minima requis (lors des concours)
- NR = Record national
- N/A = Tour non-disputé pour cette épreuve

Hommes
Courses à pied
| Athlète             | Épreuve         | Séries         | Séries | Demi-finales  | Demi-finales | Finale          | Finale       |
| Athlète             | Épreuve         | Résultat       | Rang   | Résultat      | Rang         | Résultat        | Rang         |
| ------------------- | --------------- | -------------- | ------ | ------------- | ------------ | --------------- | ------------ |
| İlham Tanui Özbilen | 1 500 m         | 3 min 39 s 70  | 3 Q    | 3 min 35 s 18 | 6 q          | 3 min 36 s 72   | 8            |
| Polat Kemboi Arıkan | 5 000 m         | 13 min 27 s 21 | 13     | NC            | NC           | Pas qualifié    | Pas qualifié |
| Polat Kemboi Arıkan | 10 000 m        | NC             | NC     | NC            | NC           | 27 min 38 s 81  | 9            |
| Tarık Langat Akdağ  | 3 000 m steeple | 8 min 17 s 85  | 4 Q    | NC            | NC           | 8 min 27 s 64   | 9            |
| Bekir Karayel       | Marathon        | NC             | NC     | NC            | NC           | 2 h 29 min 38 s | 76           |

Concours
| Athlète             | Épreuve           | Qualification | Qualification | Finale       | Finale       |
| Athlète             | Épreuve           | Distance      | Rang          | Distance     | Rang         |
| ------------------- | ----------------- | ------------- | ------------- | ------------ | ------------ |
| Hüseyin Atıcı       | Lancer du poids   | 19,74 m       | 20            | Pas qualifié | Pas qualifié |
| Ercüment Olgundeniz | Lancer du disque  | 60,87 m       | 23            | Pas qualifié | Pas qualifié |
| Fatih Avan          | Lancer du javelot | 78,87 m       | 20            | Pas qualifié | Pas qualifié |
| Eşref Apak          | Lancer du marteau | 73,47 m       | 17            | Pas qualifié | Pas qualifié |

Femmes
Courses
| Athlète                                                               | Épreuve         | Séries         | Séries | Quart de finale | Quart de finale | Demi-finales  | Demi-finales  | Finale          | Finale                             |
| Athlète                                                               | Épreuve         | Résultat       | Rang   | Résultat        | Rang            | Résultat      | Rang          | Résultat        | Rang                               |
| --------------------------------------------------------------------- | --------------- | -------------- | ------ | --------------- | --------------- | ------------- | ------------- | --------------- | ---------------------------------- |
| Nimet Karakuş                                                         | 100 m           | exempt         | exempt | 11 s 62         | 6               | Pas qualifiée | Pas qualifiée | Pas qualifiée   | Pas qualifiée                      |
| Pınar Saka                                                            | 400 m           | 52 s 38        | 4      | NC              | NC              | Pas qualifiée | Pas qualifiée | Pas qualifiée   | Pas qualifiée                      |
| Merve Aydın                                                           | 800 m           | 3 min 24 s 35  | 7      | NC              | NC              | Pas qualifiée | Pas qualifiée | Pas qualifiée   | Pas qualifiée                      |
| Aslı Çakır Alptekin                                                   | 1 500 m         | 4 min 13 s 64  | 3 Q    | NC              | NC              | 4 min 05 s 11 | 1 Q           | 4 min 10 s 23   | Médaille d'or, Jeux olympiques     |
| Gamze Bulut                                                           | 1 500 m         | 4 min 06 s 69  | 1 Q    | NC              | NC              | 4 min 01 s 18 | 2 Q           | 4 min 10 s 40   | Médaille d'argent, Jeux olympiques |
| Tuğba Karakaya                                                        | 1 500 m         | 4 min 29 s 21  | 15     | NC              | NC              | Pas qualifiée | Pas qualifiée | Pas qualifiée   | Pas qualifiée                      |
| Dudu Karakaya                                                         | 5 000 m         | 15 min 28 s 32 | 14     | NC              | NC              | NC            | NC            | Pas qualifiée   | Pas qualifiée                      |
| Nevin Yanıt                                                           | 100 m haies     | 12 s 70        | 1 Q    | NC              | NC              | 12 s 58 NR    | 2 Q           | 12 s 58 NR      | 5                                  |
| Nagihan Karadere                                                      | 400 m haies     | DSQ            | DSQ    | NC              | NC              | Pas qualifié  | Pas qualifié  | Pas qualifié    | Pas qualifié                       |
| Özlem Kaya                                                            | 3 000 m steeple | 10 min 03 s 52 | 13     | NC              | NC              | NC            | NC            | Pas qualifiée   | Pas qualifiée                      |
| Gülcan Mıngır                                                         | 3 000 m steeple | 9 min 47 s 35  | 10     | NC              | NC              | NC            | NC            | Pas qualifiée   | Pas qualifiée                      |
| Binnaz Uslu                                                           | 3 000 m steeple | 10 min 31 s 00 | 15     | NC              | NC              | NC            | NC            | Pas qualifiée   | Pas qualifiée                      |
| Bahar Doğan                                                           | Marathon        | NC             | NC     | NC              | NC              | NC            | NC            | 2 h 36 min 35 s | 63                                 |
| Sultan Haydar                                                         | Marathon        | NC             | NC     | NC              | NC              | NC            | NC            | 2 h 38 min 26 s | 72                                 |
| Ümmü Kiraz                                                            | Marathon        | NC             | NC     | NC              | NC              | NC            | NC            | 2 h 43 min 07 s | 89                                 |
| Semiha Mutlu                                                          | 20 km marche    | NC             | NC     | NC              | NC              | NC            | NC            | 1 h 35 min 33 s | 47                                 |
| Özge Akın Sema Apak Birsen Engin Meliz Redif Pınar Saka Elif Yıldırım | 4 × 400 m       | 3 min 34 s 71  | 8      | NC              | NC              | NC            | NC            | Pas qualifiées  | Pas qualifiées                     |

Concours
| Athlète         | Épreuve           | Qualification | Qualification | Finale        | Finale        |
| Athlète         | Épreuve           | Distance      | Rang          | Distance      | Rang          |
| --------------- | ----------------- | ------------- | ------------- | ------------- | ------------- |
| Karin Mey Melis | Saut en longueur  | 6,80 m        | 3 Q           | DNS           | DNS           |
| Burcu Ayhan     | Saut en hauteur   | 1,93 m        | 9 q           | 1,89 m        | 12            |
| Kıvılcım Kaya   | Lancer du marteau | 69,50 m       | 15            | Pas qualifiée | Pas qualifiée |
| Tuğçe Şahutoğlu | Lancer du marteau | 67,58 m       | 24            | Pas qualifiée | Pas qualifiée |

## Badminton
| Athlète        | Compétition  | Phase de groupe                 | Phase de groupe                 | Phase de groupe | 8e de finale     | Quarts de finale | Demi-finales     | Finale           | Finale        |
| Athlète        | Compétition  | Adversaire Score                | Adversaire Score                | Rang            | Adversaire Score | Adversaire Score | Adversaire Score | Adversaire Score | Rang          |
| -------------- | ------------ | ------------------------------- | ------------------------------- | --------------- | ---------------- | ---------------- | ---------------- | ---------------- | ------------- |
| Neslihan Yiğit | Simple dames | Prutsch (AUT) Gagne 21–18 21–10 | Cheng S-c (TPE) Perd 21–10 21–6 | 2               | Pas qualifiée    | Pas qualifiée    | Pas qualifiée    | Pas qualifiée    | Pas qualifiée |

## Basket-ball

### Tournoi féminin
Classement
| # | Équipe             | Pts | G | P | PP  | PC  | Diff |
| - | ------------------ | --- | - | - | --- | --- | ---- |
| 1 | États-Unis         | 10  | 5 | 0 | 462 | 279 | +183 |
| 2 | Turquie            | 9   | 4 | 1 | 343 | 316 | +27  |
| 3 | Chine              | 8   | 3 | 2 | 346 | 363 | -17  |
| 4 | République tchèque | 7   | 2 | 3 | 346 | 332 | +14  |
| 5 | Croatie            | 6   | 1 | 4 | 324 | 379 | -55  |
| 6 | Angola             | 5   | 0 | 5 | 243 | 395 | -152 |

|  | Qualifié pour les quarts de finale                                                                        |
|  | Pts points ; G victoires ; P défaites PP points marqués ; PC points encaissés ; Diff différence de points |

Matchs
| 28 juillet   | Turquie | 72 - 50   | Angola | Basketball Arena, Londres |  |
| 14 h 30 CEST |         | (35 - 25) |        |                           |  |

| 30 juillet   | République tchèque | 57 - 61   | Turquie | Basketball Arena, Londres |  |
| 11 h 15 CEST |                    | (21 - 33) |         |                           |  |

| 1er août     | États-Unis | 89 - 58   | Turquie | Basketball Arena, Londres |  |
| 22 h 15 CEST |            | (41 - 26) |         |                           |  |

| 3 août       | Turquie | 85 - 55   | Chine | Basketball Arena, Londres |  |
| 16 h 45 CEST |         | (39 - 27) |       |                           |  |

| 5 août       | Croatie | 65 - 70   | Turquie | Basketball Arena, Londres |  |
| 20 h 00 CEST |         | (31 - 33) |         |                           |  |

Quart de finale
| 7 août       | Turquie | 63 - 66   | Russie | North Greenwich Arena, Londres |  |
| 20 h 00 CEST |         | (28 - 34) |        |                                |  |

## Boxe
Hommes
| Athlète         | Compétition        | 1/16 de finale            | 1/8 de finale               | Quarts de finale            | Demi-finales        | Finale              | Finale       |
| Athlète         | Compétition        | Adversaire Résultat       | Adversaire Résultat         | Adversaire Résultat         | Adversaire Résultat | Adversaire Résultat | Rang         |
| --------------- | ------------------ | ------------------------- | --------------------------- | --------------------------- | ------------------- | ------------------- | ------------ |
| Ferhat Pehlivan | Poids mi-mouches   | Suárez (TRI) Gagne 16–6   | El-Awadi (EGY) Gagne 20–6   | Ayrapetyan (RUS) Perd 11–19 | Pas qualifié        | Pas qualifié        | Pas qualifié |
| Selçuk Eker     | Poids mouches      | Butdee (THA) Perd 10–24   | Pas qualifié                | Pas qualifié                | Pas qualifié        | Pas qualifié        | Pas qualifié |
| Fatih Keleş     | Poids légers       | Chadi (ALG) Gagne 15–8    | Petrauskas (LTU) Perd 12–16 | Pas qualifié                | Pas qualifié        | Pas qualifié        | Pas qualifié |
| Yakup Şener     | Poids super-légers | Ambomo (CMR) Gagne 19–10  | Rahmonov (UZB) Perd 8–16    | Pas qualifié                | Pas qualifié        | Pas qualifié        | Pas qualifié |
| Adem Kılıççı    | Poids moyens       | Pazzyýew (TKM) Gagne 14–7 | Drenovak (SRB) Gagne 20–11  | Murata (JPN) Perd 13–17     | Pas qualifié        | Pas qualifié        | Pas qualifié |
| Bahram Muzaffer | Poids mi-lourds    | exempt                    | Rouzbahani (IRI) Perd 12–18 | Pas qualifié                | Pas qualifié        | Pas qualifié        | Pas qualifié |

## Cyclisme

### Cyclisme sur route
| Athlète        | Compétition             | Temps          | Rang |
| -------------- | ----------------------- | -------------- | ---- |
| Ahmet Akdilek  | Course en ligne hommes  | HD             | HD   |
| Ahmet Akdilek  | Contre-la-montre hommes | 59 min 11 s 19 | 37e  |
| Miraç Kal      | Course en ligne hommes  | Abd            | Abd  |
| Kemal Küçükbay | Course en ligne hommes  | Abd            | Abd  |

## Gymnastique

### Artistique
Femmes
| Athlète     | Compétition | Qualification | Qualification | Qualification | Qualification | Qualification | Qualification | Finale       | Finale       | Finale       | Finale       | Finale       | Finale       |
| Athlète     | Compétition | Appareils     | Appareils     | Appareils     | Appareils     | Total         | Rang          | Appareils    | Appareils    | Appareils    | Appareils    | Total        | Rang         |
| Athlète     | Compétition | S             | SC            | BA            | P             | Total         | Rang          | S            | SC           | BA           | P            | Total        | Rang         |
| ----------- | ----------- | ------------- | ------------- | ------------- | ------------- | ------------- | ------------- | ------------ | ------------ | ------------ | ------------ | ------------ | ------------ |
| Göksu Üçtaş | Individuel  | NC            | NC            | NC            | 11,333        | 11,333        | 77            | Pas qualifié | Pas qualifié | Pas qualifié | Pas qualifié | Pas qualifié | Pas qualifié |

## Haltérophilie
Hommes
| Athlète        | Compétition | Arraché  | Arraché | Épaulé-jeté | Épaulé-jeté | Total  | Rang |
| Athlète        | Compétition | Résultat | Rang    | Résultat    | Rang        | Total  | Rang |
| -------------- | ----------- | -------- | ------- | ----------- | ----------- | ------ | ---- |
| Hurşit Atak    | -62 kg      | 130 kg   | 8       | 172 kg      | 4           | 302 kg | 5    |
| Erol Bilgin    | -62 kg      | 135 kg   | 6       | 165 kg      | 7           | 300 kg | 8    |
| Mete Binay     | -69 kg      | 150 kg   | 3       | 175 kg      | 8           | 325 kg | 6    |
| Bünyamin Sezer | -69 kg      | 130 kg   | 17      | 145 kg      | 18          | 275 kg | 18   |
| Nezir Sağır    | -85 kg      | 140 kg   | 15      | 175 kg      | 16          | 315 kg | 16   |

Femmes
| Athlète         | Compétition | Arraché  | Arraché | Épaulé-jeté | Épaulé-jeté | Total  | Rang |
| Athlète         | Compétition | Résultat | Rang    | Résultat    | Rang        | Total  | Rang |
| --------------- | ----------- | -------- | ------- | ----------- | ----------- | ------ | ---- |
| Nurdan Karagöz  | -48 kg      | 83 kg    | 3       | 104 kg      | 5           | 187 kg | 5    |
| Aylin Daşdelen  | -53 kg      | 91 kg    | 6       | 124 kg      | —           | —      | Abd  |
| Bediha Tunadağı | -58 kg      | 87 kg    | 16      | 107 kg      | 14          | 194 kg | 15   |
| Sibel Şimşek    | -63 kg      | 105 kg   | 3       | 130 kg      | 4           | 235 kg | 4    |

## Judo
| Athlète         | Compétition           | 1/32 de finale      | 1/16 de finale                    | 1/8 de finale                   | Quarts de finale    | Demi-finales        | Repêchage 1         | Repêchage 2         | Finale              | Finale        |
| Athlète         | Compétition           | Adversaire Résultat | Adversaire Résultat               | Adversaire Résultat             | Adversaire Résultat | Adversaire Résultat | Adversaire Résultat | Adversaire Résultat | Adversaire Résultat | Rang          |
| --------------- | --------------------- | ------------------- | --------------------------------- | ------------------------------- | ------------------- | ------------------- | ------------------- | ------------------- | ------------------- | ------------- |
| Sezer Huysuz    | Moins de 73 kg hommes | exempt              | Palelashvili (ISR) Perd 0000–0010 | Pas qualifié                    | Pas qualifié        | Pas qualifié        | Pas qualifié        | Pas qualifié        | Pas qualifié        | Pas qualifié  |
| Gülşah Kocatürk | Plus de 78 kg femmes  | NC                  | exempt                            | Kindzerska (UKR) Perd 0002–0103 | Pas qualifiée       | Pas qualifiée       | Pas qualifiée       | Pas qualifiée       | Pas qualifiée       | Pas qualifiée |

## Lutte
| PO | Décision aux points – le perdant n'a pas réussi à inscrire des points de technique |
| PP | Décision aux points – le perdant a réussi à inscrire des points de technique       |
| VT | Victoire par tombé                                                                 |

Lutte libre hommes
| Athlète           | Compétition | Qualification                     | Premier tour                | Quarts de finale             | Demi-finales        | Repêchage 1         | Repêchage 2                 | Final / BM                  | Final / BM |
| Athlète           | Compétition | Adversaire Résultat               | Adversaire Résultat         | Adversaire Résultat          | Adversaire Résultat | Adversaire Résultat | Adversaire Résultat         | Adversaire Résultat         | Rang       |
| ----------------- | ----------- | --------------------------------- | --------------------------- | ---------------------------- | ------------------- | ------------------- | --------------------------- | --------------------------- | ---------- |
| Ahmet Peker       | -55 kg      | exempt                            | Tremblay (CAN) Gagne 3–1 PP | Niyazbekov (KAZ) Perd 1–3 PP | Pas qualifié        | Pas qualifié        | Pas qualifié                | Pas qualifié                | 9          |
| Ramazan Şahin     | -66 kg      | exempt                            | Kumar (IND) Perd 1-3 PP     | Pas qualifié                 | Pas qualifié        | exempt              | Navruzov (UZB) Gagne 3–1 PP | Tanatarov (KAZ) Perd 1-3 PP | 5          |
| İbrahim Bölükbaşı | -84 kg      | exempt                            | Sharifov (AZE) Perd 1-3 PP  | Pas qualifié                 | Pas qualifié        | exempt              | Herbert (USA) Gagne 3–1 PP  | Lashgari (IRI) Perd 1-3 PP  | 5          |
| Serhat Balcı      | -96 kg      | Musaev (KGZ) Perd 1–3 PP          | Pas qualifié                | Pas qualifié                 | Pas qualifié        | Pas qualifié        | Pas qualifié                | Pas qualifié                | 16         |
| Taha Akgül        | -120 kg     | Khotsianivskyi (UKR) Gagne 3–0 PO | Makhov (RUS) Perd 0–3 PO    | Pas qualifié                 | Pas qualifié        | Pas qualifié        | Pas qualifié                | Pas qualifié                | 9          |

Lutte gréco-romaine hommes
| Athlète       | Compétition | Qualification                | Premier tour                | Quarts de finale         | Demi-finales            | Repêchage 1         | Repêchage 2                  | Final / BM                     | Final / BM                          |
| Athlète       | Compétition | Adversaire Résultat          | Adversaire Résultat         | Adversaire Résultat      | Adversaire Résultat     | Adversaire Résultat | Adversaire Résultat          | Adversaire Résultat            | Rang                                |
| ------------- | ----------- | ---------------------------- | --------------------------- | ------------------------ | ----------------------- | ------------------- | ---------------------------- | ------------------------------ | ----------------------------------- |
| Ayhan Karakuş | -55 kg      | exempt                       | Balart (CUB) Perd 0–3 PO    | Pas qualifié             | Pas qualifié            | Pas qualifié        | Pas qualifié                 | Pas qualifié                   | 16                                  |
| Rahman Bilici | -60 kg      | exempt                       | Matsumoto (JPN) Perd 0–3 PO | Pas qualifié             | Pas qualifié            | Pas qualifié        | Pas qualifié                 | Pas qualifié                   | 17                                  |
| Atakan Yüksel | -66 kg      | exempt                       | Abdevali (IRI) Perd 0–3 PO  | Pas qualifié             | Pas qualifié            | Pas qualifié        | Pas qualifié                 | Pas qualifié                   | 18                                  |
| Selçuk Çebi   | -74 kg      | exempt                       | Rosengren (SWE) Perd 1–3 PP | Pas qualifié             | Pas qualifié            | Pas qualifié        | Pas qualifié                 | Pas qualifié                   | 13                                  |
| Nazmi Avluca  | -84 kg      | Janikowski (POL) Perd 0–3 PO | Pas qualifié                | Pas qualifié             | Pas qualifié            | Pas qualifié        | Pas qualifié                 | Pas qualifié                   | 15                                  |
| Cenk İldem    | -96 kg      | exempt                       | Rezaei (IRI) Perd 1–3 PP    | Pas qualifié             | Pas qualifié            | exempt              | Aleksanyan (ARM) Perd 0–3 PO | Pas qualifié                   | 11                                  |
| Rıza Kayaalp  | -120 kg     | exempt                       | Orlov (UKR) Gagne 3–0 PO    | Byers (USA) Gagne 3–0 PO | López (CUB) Perd 0–3 PO | exempt              | exempt                       | Pherselidze (GEO) Gagne 3–0 PO | Médaille de bronze, Jeux olympiques |

Lutte libre femmes
| Athlète              | Compétition | Qualification               | Premier tour        | Quarts de finale    | Demi-finales        | Repêchage 1         | Repêchage 2         | Final / BM          | Final / BM |
| Athlète              | Compétition | Adversaire Résultat         | Adversaire Résultat | Adversaire Résultat | Adversaire Résultat | Adversaire Résultat | Adversaire Résultat | Adversaire Résultat | Rang       |
| -------------------- | ----------- | --------------------------- | ------------------- | ------------------- | ------------------- | ------------------- | ------------------- | ------------------- | ---------- |
| Elif Jale Yeşilırmak | -63 kg      | Dugrenier (CAN) Perd 0–5 VT | Pas qualifiée       | Pas qualifiée       | Pas qualifiée       | Pas qualifiée       | Pas qualifiée       | Pas qualifiée       | 16         |

## Natation
Hommes
| Athlète           | Compétition        | Séries         | Séries | Demi-finales | Demi-finales | Finale       | Finale       |
| Athlète           | Compétition        | Temps          | Rang   | Temps        | Rang         | Temps        | Rang         |
| ----------------- | ------------------ | -------------- | ------ | ------------ | ------------ | ------------ | ------------ |
| Derya Büyükuncu   | 200 m dos          | 2 min 01 s 68  | 33     | Pas qualifié | Pas qualifié | Pas qualifié | Pas qualifié |
| Kemal Arda Gürdal | 100 m nage libre   | 49 s 71        | 27     | Pas qualifié | Pas qualifié | Pas qualifié | Pas qualifié |
| Ediz Yıldırımer   | 1 500 m nage libre | 15 min 29 s 97 | 26     | NC           | NC           | Pas qualifié | Pas qualifié |

Femmes
| Athlète              | Compétition      | Séries        | Séries | Demi-finales  | Demi-finales  | Finale        | Finale        |
| Athlète              | Compétition      | Temps         | Rang   | Temps         | Rang          | Temps         | Rang          |
| -------------------- | ---------------- | ------------- | ------ | ------------- | ------------- | ------------- | ------------- |
| Burcu Dolunay        | 50 m nage libre  | 25 s 72       | 34     | Pas qualifiée | Pas qualifiée | Pas qualifiée | Pas qualifiée |
| Burcu Dolunay        | 100 m nage libre | 55 s 35       | 22     | Pas qualifiée | Pas qualifiée | Pas qualifiée | Pas qualifiée |
| Dilara Buse Günaydın | 100 m brasse     | 1 min 09 s 43 | 29     | Pas qualifiée | Pas qualifiée | Pas qualifiée | Pas qualifiée |
| Dilara Buse Günaydın | 200 m brasse     | 2 min 30 s 64 | 30     | Pas qualifiée | Pas qualifiée | Pas qualifiée | Pas qualifiée |
| Hazal Sarıkaya       | 100 m dos        | 1 min 04 s 80 | 40     | Pas qualifiée | Pas qualifiée | Pas qualifiée | Pas qualifiée |

## Taekwondo
| Athlète         | Compétition   | 1er tour                    | Quarts de finale          | Demi-finales            | Repêchage 1         | Repêchage 2         | Finale                  | Finale                             |
| Athlète         | Compétition   | Adversaire Résultat         | Adversaire Résultat       | Adversaire Résultat     | Adversaire Résultat | Adversaire Résultat | Adversaire Résultat     | Rang                               |
| --------------- | ------------- | --------------------------- | ------------------------- | ----------------------- | ------------------- | ------------------- | ----------------------- | ---------------------------------- |
| Servet Tazegül  | Hommes -68 kg | Jennings (USA) Gagne 8–6    | Husarov (UKR) Gagne 9–2   | Stamper (GBR) Gagne 9–6 | NC                  | NC                  | Bagheri (IRI) Gagne 6–5 | Médaille d'or, Jeux olympiques     |
| Bahri Tanrıkulu | Hommes +80 kg | Nikolaïdis (GRE) Gagne 7–3  | Cha (KOR) Gagne 4–1       | Obame Perd 2-3          | exempt              | exempt              | Xiaobo (CHN) Perd 2-3   | 5                                  |
| Nur Tatar       | Femmes -67 kg | St. Bernard (GRN) Gagne 5-1 | McPherson (USA) Gagne 6-1 | Marton (AUS) Gagne 6-0  | NC                  | NC                  | Hwang (KOR) Perd 5-12   | Médaille d'argent, Jeux olympiques |

## Tennis de table
Hommes
| Athlète   | Compétition | Tour préliminaire | 1er tour         | 2e tour               | 3e tour                | 4e tour          | Quarts de finale | Demi-finales     | Finale           | Finale       |
| Athlète   | Compétition | Adversaire Score  | Adversaire Score | Adversaire Score      | Adversaire Score       | Adversaire Score | Adversaire Score | Adversaire Score | Adversaire Score | Rang         |
| --------- | ----------- | ----------------- | ---------------- | --------------------- | ---------------------- | ---------------- | ---------------- | ---------------- | ---------------- | ------------ |
| Bora Vang | Simple      | exempt            | exempt           | Aruna (NGR) Gagne 4–2 | Zhang J (CHN) Perd 0-4 | Pas qualifié     | Pas qualifié     | Pas qualifié     | Pas qualifié     | Pas qualifié |

Femmes
| Athlète  | Compétition | Tour préliminaire | 1er tour               | 2e tour          | 3e tour          | 4e tour          | Quarts de finale | Demi-finales     | Finale           | Finale        |
| Athlète  | Compétition | Adversaire Score  | Adversaire Score       | Adversaire Score | Adversaire Score | Adversaire Score | Adversaire Score | Adversaire Score | Adversaire Score | Rang          |
| -------- | ----------- | ----------------- | ---------------------- | ---------------- | ---------------- | ---------------- | ---------------- | ---------------- | ---------------- | ------------- |
| Melek Hu | Simple      | exempt            | Zhang M (CAN) Perd 3–4 | Pas qualifiée    | Pas qualifiée    | Pas qualifiée    | Pas qualifiée    | Pas qualifiée    | Pas qualifiée    | Pas qualifiée |

## Tir
Hommes
| Athlète       | Compétition                  | Qualification | Qualification | Finale       | Finale       |
| Athlète       | Compétition                  | Points        | Rang          | Points       | Rang         |
| ------------- | ---------------------------- | ------------- | ------------- | ------------ | ------------ |
| Yusuf Dikeç   | Pistolet à 50 m              | 559           | 13e           | Pas qualifié | Pas qualifié |
| Yusuf Dikeç   | Pistolet à 10 m air comprimé | 575           | 27e           | Pas qualifié | Pas qualifié |
| İsmail Keleş  | Pistolet à 50 m              | 559           | 12e           | Pas qualifié | Pas qualifié |
| İsmail Keleş  | Pistolet à 10 m air comprimé | 575           | 24e           | Pas qualifié | Pas qualifié |
| Oğuzhan Tüzün | Trap                         | 117           | 24e           | Pas qualifié | Pas qualifié |

Femmes
| Athlète        | Compétition | Qualification | Qualification | Finale        | Finale        |
| Athlète        | Compétition | Points        | Rang          | Points        | Rang          |
| -------------- | ----------- | ------------- | ------------- | ------------- | ------------- |
| Nihan Kantarcı | Trap        | 66            | 13e           | Pas qualifiée | Pas qualifiée |
| Çiğdem Özyaman | Skeet       | 63            | 13e           | Pas qualifiée | Pas qualifiée |

## Tir à l'arc
| Athlète         | Compétition       | Tour préliminaire | Tour préliminaire | 1er tour                   | 2e tour          | 3e tour          | Quarts de finale | Demi-finales     | Finale           | Finale        |
| Athlète         | Compétition       | Score             | Rang              | Adversaire Score           | Adversaire Score | Adversaire Score | Adversaire Score | Adversaire Score | Adversaire Score | Rang          |
| --------------- | ----------------- | ----------------- | ----------------- | -------------------------- | ---------------- | ---------------- | ---------------- | ---------------- | ---------------- | ------------- |
| Begül Löklüoğlu | Individuel femmes | 648               | 26                | Le C-y (TPE) (39) Perd 0–6 | Pas qualifiée    | Pas qualifiée    | Pas qualifiée    | Pas qualifiée    | Pas qualifiée    | Pas qualifiée |

## Voile
M* = Course aux médailles ; EL = Non qualifié
Hommes
| Athlète(s)                 | Compétition | Courses | Courses | Courses | Courses | Courses | Courses | Courses | Courses | Courses | Courses | Courses | Total net | Rang |
| Athlète(s)                 | Compétition | 1       | 2       | 3       | 4       | 5       | 6       | 7       | 8       | 9       | 10      | M*      | Total net | Rang |
| -------------------------- | ----------- | ------- | ------- | ------- | ------- | ------- | ------- | ------- | ------- | ------- | ------- | ------- | --------- | ---- |
| Mustafa Çakır              | Laser       | 43      | 29      | 41      | 50      | 37      | 35      | 44      | 19      | 50      | 27      | EL      | 325       | 39   |
| Alican Kaynar              | Finn        | 18      | 14      | 18      | 18      | 25      | 14      | 11      | 22      | 16      | 20      | EL      | 154       | 18   |
| Ateş Çınar Deniz Çınar (s) | 470         | 10      | 23      | 26      | 18      | 22      | 21      | 23      | 16      | 19      | 26      | EL      | 178       | 24   |

Femmes
| Athlète(s)           | Compétition  | Courses | Courses | Courses | Courses | Courses | Courses | Courses | Courses | Courses | Courses | Courses | Total net | Rang |
| Athlète(s)           | Compétition  | 1       | 2       | 3       | 4       | 5       | 6       | 7       | 8       | 9       | 10      | M*      | Total net | Rang |
| -------------------- | ------------ | ------- | ------- | ------- | ------- | ------- | ------- | ------- | ------- | ------- | ------- | ------- | --------- | ---- |
| Nazlı Çağla Dönertaş | Laser Radial | 19      | 35      | 16      | 30      | 22      | 38      | 20      | 32      | DSQ     | 20      | EL      | 232       | 29   |

## Volley-ball

### Tournoi féminin
Classement
Les quatre premières équipes de la poule sont qualifiées.
- Qualifiés pour les quarts de finale
- Éliminés

| # | Équipe       | Pts | J | G | Gt | Pt | P | Sp | Sc | Ratio | Pp  | Pc  | Ratio |
| 1 | États-Unis   | 15  | 5 | 5 | 0  | 0  | 0 | 15 | 2  | 7.5   | 426 | 345 | 1.235 |
| 2 | Chine        | 9   | 5 | 2 | 1  | 1  | 1 | 11 | 10 | 1.1   | 475 | 461 | 1.03  |
| 3 | Corée du Sud | 8   | 5 | 2 | 0  | 2  | 1 | 11 | 10 | 1.1   | 449 | 451 | 0.996 |
| 4 | Brésil       | 7   | 5 | 1 | 2  | 0  | 2 | 10 | 10 | 1     | 447 | 420 | 1.064 |
| 5 | Turquie      | 6   | 5 | 1 | 1  | 1  | 2 | 9  | 11 | 0.818 | 434 | 443 | 0.98  |
| 6 | Serbie       | 0   | 5 | 0 | 0  | 0  | 5 | 2  | 15 | 0.133 | 296 | 407 | 0.727 |

Matchs